# Lacrimula pyriformis
Lacrimula pyriformis is een mosdiertjessoort uit de familie van de Batoporidae. De wetenschappelijke naam van de soort is voor het eerst geldig gepubliceerd in 1966 door Cook.